# Canal de la Meuse

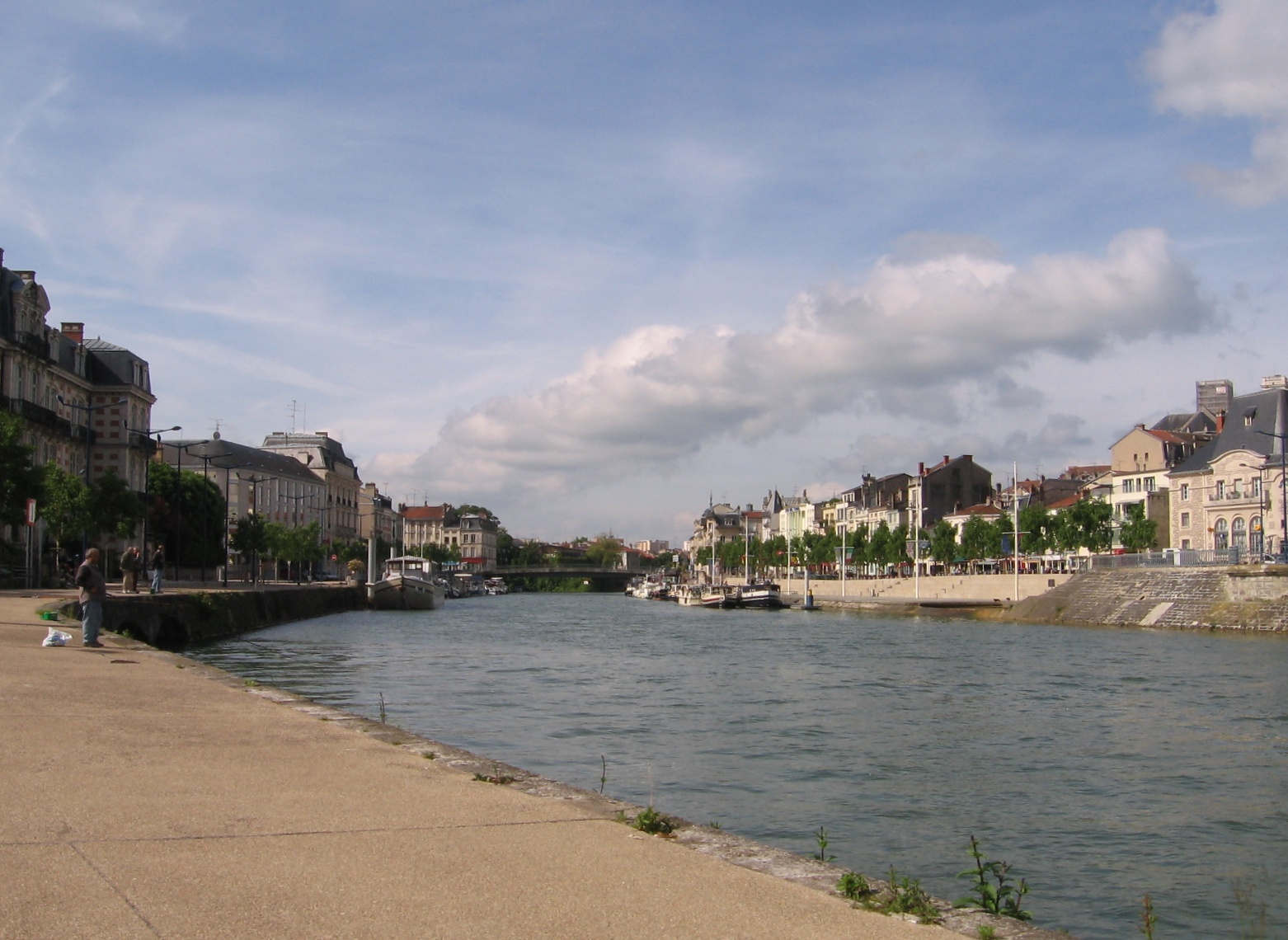
Die kanalisierte Maas durchfließt die Stadt Verdun

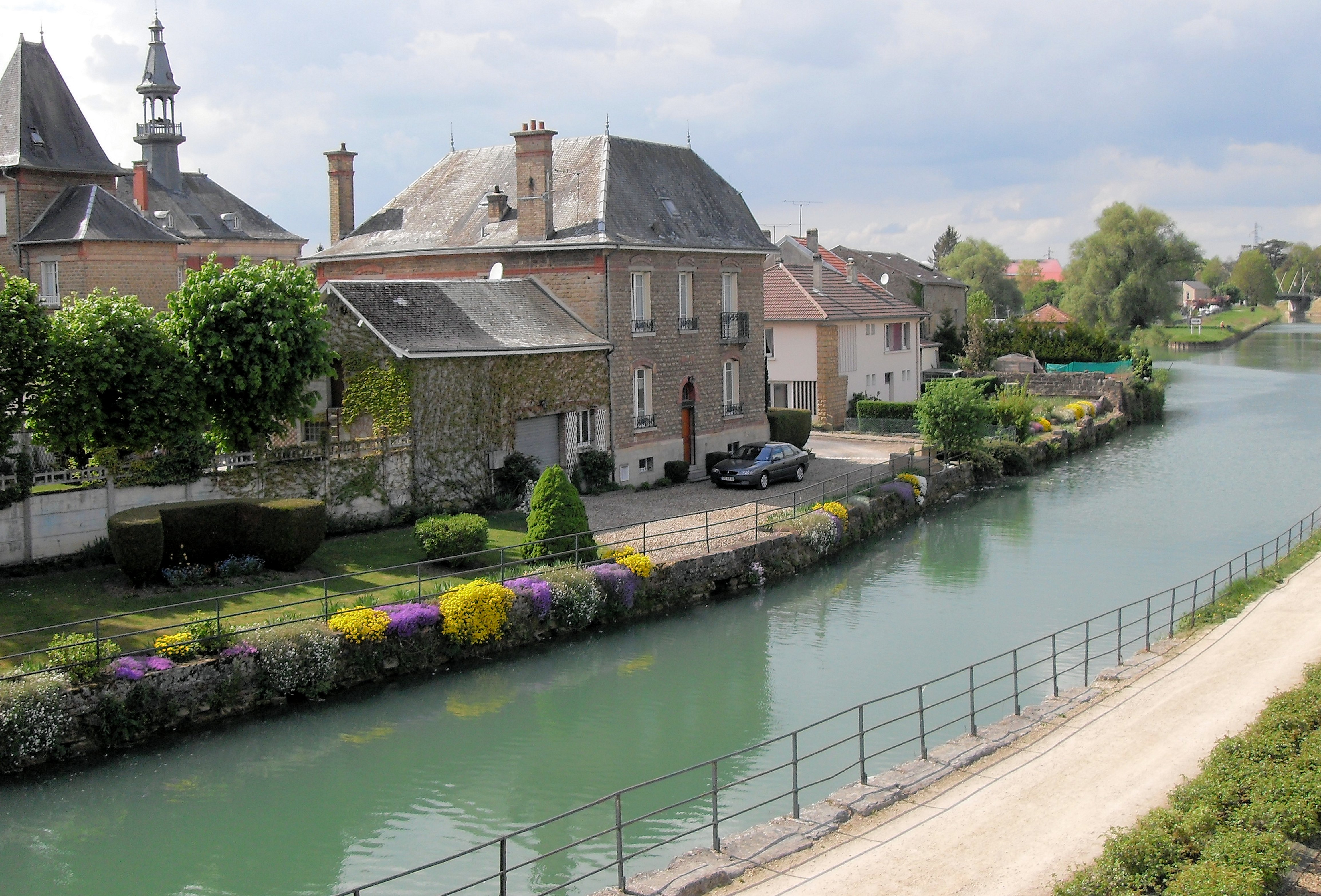
Der Maas-Kanal umschließt die Stadt Mouzon rechts, die Maas links

Der Canal de la Meuse (deutsch: Maas-Kanal) ist ein französischer Schifffahrtskanal, der in der Region Grand Est verläuft. Bis zum Jahr 2003 wurden der Canal de la Meuse und der Canal des Vosges zusammen als Canal de l’Est bezeichnet.

## Geographie
Der Canal de la Meuse ist Teil eines Binnenwasserweges, der Belgien und das Gebiet der Ardennen unter Einbeziehung weiterer Schifffahrtswege mit bedeutenden Handelszentren verbindet, und zwar
- mit dem Großraum Paris
  - über Canal des Ardennes, Canal latéral à l’Aisne, Aisne und Oise

- mit dem Rhein
  - über den Canal de la Marne au Rhin

- mit dem Mittelmeer
  - über Canal de la Marne au Rhin, Mosel, Canal des Vosges, Saône und Rhône.

## Verlauf und technische Infrastruktur

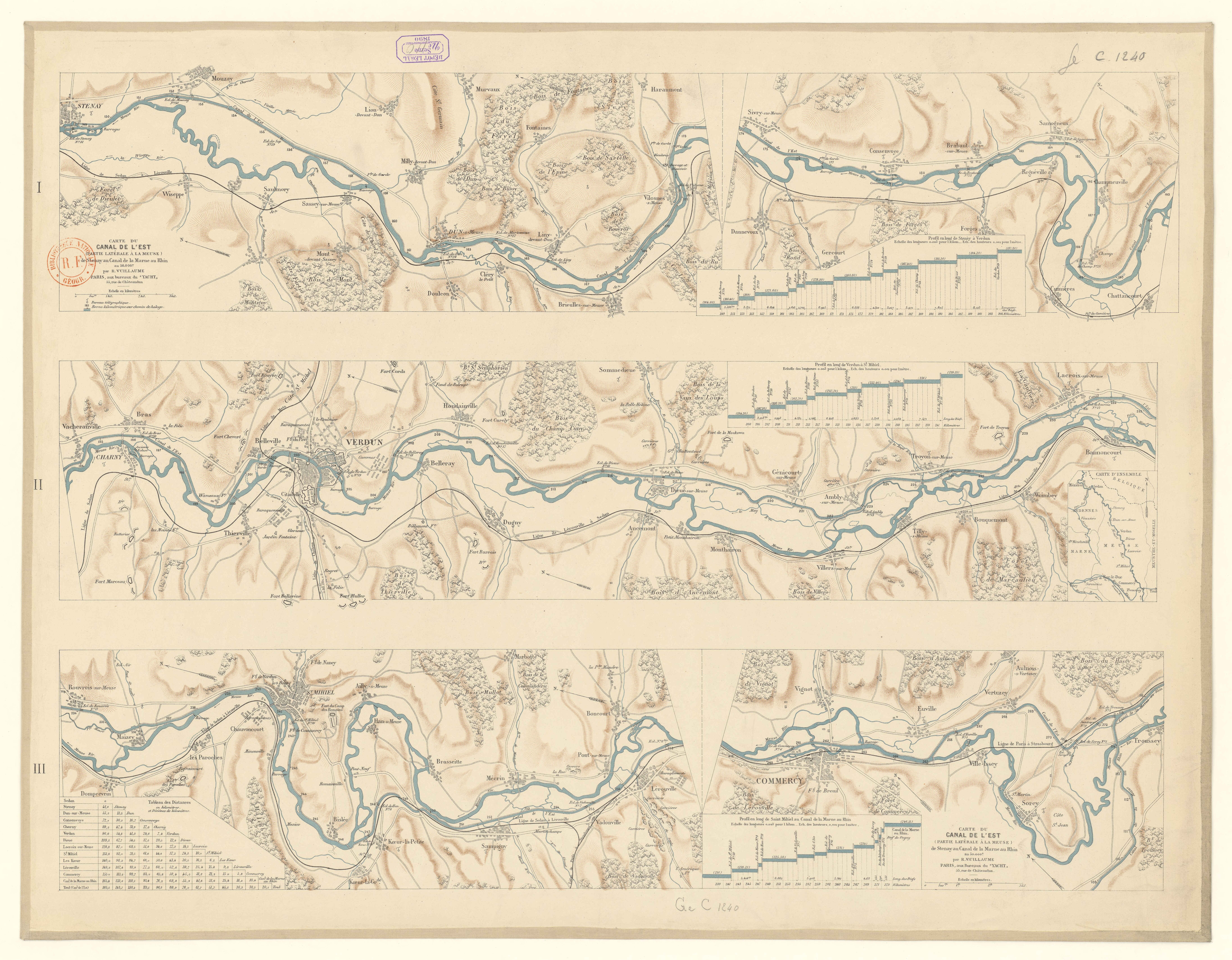
Carte du Canal de l'Est (Partie latérale à la Meuse)

Der Canal de la Meuse beginnt bei Troussey, wo er vom Canal de la Marne au Rhin abzweigt. Er verläuft generell in nördlicher Richtung und folgt dem Lauf des Flusses Maas. Im oberen Abschnitt entspricht er weitgehend einem Kanal vom Typus Seitenkanal; im unteren Abschnitt handelt es sich um den kanalisierten Fluss Maas, von dem viele Flussschleifen durch Abkürzungskanäle begradigt wurden. Im Ort Pont-à-Bar, nahe Sedan, zweigt der Canal des Ardennes ab, der Richtung Paris weiterführt. Talwärts von Charleville-Mézières schneidet der Canal de la Meuse tief in das Hügelgebiet der Ardennen ein. Der Kanal endet bei Givet an der französisch-belgischen Grenze; Schiffe können flussabwärts auf der Belgischen Maas Richtung Nordsee weiterfahren.
Der Kanal ist 272 Kilometer lang und hat 59 Schleusen, die einen Höhenunterschied von fast 150 Meter bewältigen (siehe auch Schleusenfolge). Oberhalb von Verdun sind die Schleusen 38,50 m lang und 5,20 m breit, unterhalb davon sind sie 48,30 m lang und 5,70 m breit, die gesamte Strecke kann deshalb nur von Pénichen im Freycinet-Maß und Sportbooten befahren werden. Auf dem Kanal sind vier Tunnel zu durchqueren, und zwar bei Kœur-la-Petite, Verdun, Revin und Ham-sur-Meuse.

### Koordinaten
- Ausgangspunkt des Kanals: 48° 42′ 53″ N, 5° 41′ 24″ O
- Endpunkt des Kanals: 50° 9′ 55″ N, 4° 49′ 23″ OKoordinaten: 50° 9′ 55″ N, 4° 49′ 23″ O

### Durchquerte Départements
- Meuse
- Ardennes

### Orte am Kanal
- Troussey
- Commercy
- Saint-Mihiel
- Verdun
- Stenay
- Sedan
- Charleville-Mézières
- Revin
- Givet

## Geschichte
Schon im 17. Jahrhundert stellte der berühmte Festungsbauer Vauban ein Projekt vor, das die Flüsse Ostfrankreichs mit dem Süden verbinden sollte. Der Canal de la Meuse verdankt seine Entstehung der Niederlage der Franzosen im Deutsch-Französischen Krieg von 1870 bis 1871. Er wurde in den Jahren 1874 bis 1882 erbaut, um im Westen der verloren gegangenen Gebiete eine Nord-Süd-Verbindung auf dem Wasser für die Industriegebiete um Nancy und Toul zu schaffen. 1884 wurde der Kanal für die Schifffahrt freigegeben.
Bis zum Jahre 2003 wurde der Kanal mit dem Namen Canal de l’Est (branche Nord) bezeichnet, danach wurde er in Canal de la Meuse umbenannt.

## Wirtschaftliche Bedeutung
Die Frachtschifffahrt hat an Bedeutung verloren; der Wassertourismus mit Sport- und Hausbooten hat zugenommen.

## Schleusenfolge
Im Folgenden wird der Verlauf des Kanals über seine Schleusen dargestellt, beginnend an seinem nördlichen Ende. Dabei wird der Name der Schleuse angegeben, gefolgt von der Anzahl der Staustufen bei dieser Schleuse und der zu überwindenden Höhe (positiv=aufwärts, negativ=abwärts). Es folgt die Lage der Schleuse in Bezug auf den Kilometerpunkt des Wasserweges. Andere Besonderheiten sind farblich gekennzeichnet und mit einer Anmerkung versehen.

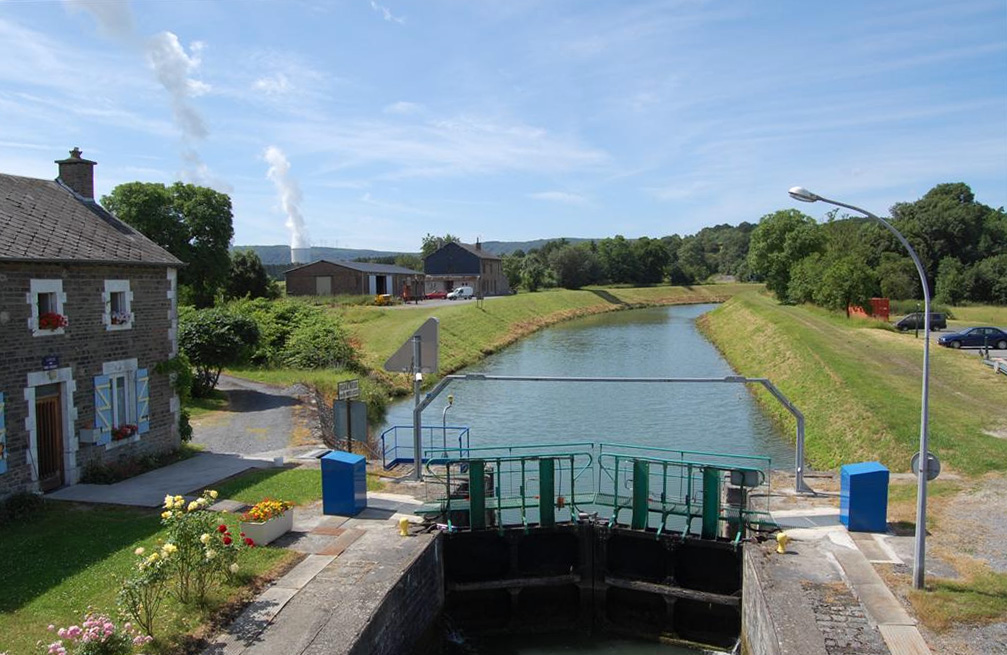
Kanal bei Chooz nahe Givet

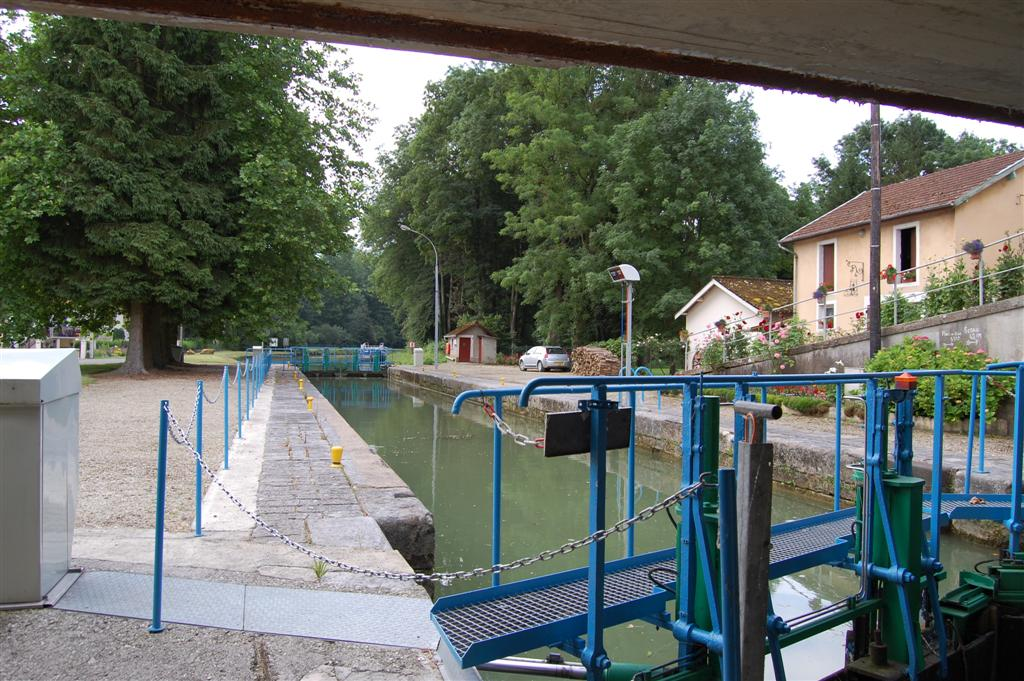
Schleuse 31 bei Stenay

| Schleuse           | Anzahl Staustufen | Schleusen- hub | Lage bei Kilometerpunkt | Anmerkungen                                 |
|                    | -                 | -              | 0,0                     | Einmündung in die Belgische Maas            |
| Les 4 Cheminées    | 1                 | 2,73 m         | 0,5                     |                                             |
| Les 3 Fontaines    | 1                 | 3,28 m         | 7,1                     |                                             |
|                    | -                 | -              | 8,0                     | Tunnel von Ham, Länge: 565 m                |
| Ham                | 1                 | 3,20 m         | 8,4                     |                                             |
| Mouyon             | 1                 | 1,60 m         | 13,1                    |                                             |
| Montigny           | 1                 | 2,55 m         | 17,1                    |                                             |
| Fépin              | 1                 | 2,12 m         | 22,4                    |                                             |
| Vanne-Alcorps      | 1                 | 2,14 m         | 25,7                    |                                             |
| Roche d'Uf         | 1                 | 2,25 m         | 30,4                    |                                             |
| Saint-Joseph       | 1                 | 2,62 m         | 33,0                    |                                             |
| Revin              | 1                 | 4,16 m         | 39,1                    |                                             |
|                    | -                 | -              | 39,2                    | Tunnel von Revin, Länge: 224 m              |
| Orzy               | 1                 | 1,68 m         | 40,7                    |                                             |
| Dames de Meuse     | 1                 | 3,08 m         | 45,4                    |                                             |
| Commune            | 1                 | 2,07 m         | 50,0                    |                                             |
| Monthermé          | 1                 | 3,30 m         | 54,2                    |                                             |
| Levrézy            | 1                 | 2,40 m         | 63,8                    |                                             |
| Joigny             | 1                 | 1,72 m         | 70,1                    |                                             |
| Montcy             | 1                 | 1,76 m         | 79,1                    |                                             |
| Mézières           | 1                 | 3,40 m         | 81,3                    |                                             |
| Romery             | 1                 | 2,09 m         | 84,3                    |                                             |
| Dom-le-Mesnil      | 1                 | 1,07 m         | 94,8                    |                                             |
|                    | -                 | -              | 96,3                    | Abzweigung Canal des Ardennes               |
| Donchery           | 1                 | 1,68 m         | 99,6                    |                                             |
| Villette           | 1                 | 1,01 m         | 103,3                   |                                             |
| Sedan              | 1                 | 1,89 m         | 107,0                   |                                             |
| Remilly-Aillicourt | 1                 | 3,58 m         | 112,8                   |                                             |
| Mouzon             | 1                 | 2,95 m         | 122,5                   |                                             |
| Alma               | 1                 | 2,60 m         | 130,8                   |                                             |
| Pouilly            | 1                 | 1,60 m         | 137,9                   |                                             |
| Inor               | 1                 | 3,00 m         | 142,2                   |                                             |
| Stenay             | 1                 | 1,80 m         | 148,8                   |                                             |
| Mouzay             | 1                 | 2,60 m         | 152,1                   |                                             |
| Sep                | 1                 | 2,60 m         | 155,5                   |                                             |
| Dun                | 1                 | 2,30 m         | 162,3                   |                                             |
| Warinvaux          | 1                 | 2,70 m         | 164,0                   |                                             |
| Liny               | 1                 | 1,80 m         | 165,7                   |                                             |
| Planchette         | 1                 | 2,50 m         | 172,7                   |                                             |
| Consenvoye         | 1                 | 1,34 m         | 179,0                   |                                             |
| Brabant            | 1                 | 3,10 m         | 181,3                   |                                             |
| Samogneux          | 1                 | 2,20 m         | 184,4                   |                                             |
| Champ              | 1                 | 3,76 m         | 188,4                   |                                             |
| Bras               | 1                 | 3,00 m         | 196,2                   |                                             |
| Verdun             | 1                 | 3,00 m         | 204,4                   |                                             |
|                    | -                 | -              | 204,4                   | Tunnel von Verdun, Länge: 45 m              |
| Belleray           | 1                 | 3,01 m         | 207,4                   |                                             |
| Haudainville       | 1                 | 2,51 m         | 210,4                   |                                             |
| Dieue-aval         | 1                 | 3,00 m         | 214,8                   |                                             |
| Dieue              | 1                 | 2,50 m         | 216,5                   |                                             |
| Ambly              | 1                 | 2,70 m         | 222,9                   |                                             |
| Troyon             | 1                 | 2,50 m         | 225,8                   |                                             |
| Lacroix            | 1                 | 1,60 m         | 231,2                   |                                             |
| Rouvrois           | 1                 | 2,00 m         | 234,1                   |                                             |
| Saint-Mihiel       | 1                 | 3,90 m         | 241,6                   |                                             |
| Kœur-la-Petite     | 1                 | 3,25 m         | 247,0                   |                                             |
| Han                | 1                 | 3,70 m         | 248,0                   |                                             |
|                    | -                 | -              | 249,6                   | Tunnel von Kœur, Länge: 50 m                |
| Vadonville         | 1                 | 2,50 m         | 254,9                   |                                             |
| Commercy           | 1                 | 3,00 m         | 260,8                   |                                             |
| Euville            | 1                 | 3,00 m         | 266,3                   |                                             |
| Sorcy              | 3                 | 9,00 m         | 271,0                   |                                             |
| Troussey           | 1                 | 3,15 m         | 272,4                   |                                             |
|                    | -                 | -              | 272,5                   | Einmündung in den Canal de la Marne au Rhin |